# 星宿增十三
長蛇座37，又名BD-09 2898，HD 83650、SAO 155377、HR 3846，是長蛇座的一颗恒星，视星等为6.31，位于銀經245.37，銀緯30.18，其B1900.0坐标为赤經9h 34m 54.4s，赤緯-10° 30.18′ 5″。